# Bukayo Saka
Bukayo Ayoyinka Temidayo Saka  (* 5. September 2001 in London) ist ein englischer Fußballspieler. Der Flügelspieler steht beim FC Arsenal in der Premier League unter Vertrag und ist Nationalspieler.

## Karriere

### Verein
Saka begann seine Karriere beim FC Arsenal. Im August 2018 spielte er gegen Manchester City erstmals für die U23-Mannschaft von Arsenal. Im November 2018 debütierte er bei seinem Kaderdebüt für die Profis in der Europa League, als er im Gruppenspiel gegen Worskla Poltawa in der 68. Minute für Aaron Ramsey eingewechselt wurde. Im Dezember 2018 stand er gegen Qarabağ Ağdam erstmals in der Startaufstellung. Sein Debüt in der Premier League gab Saka im Januar 2019 gegen den FC Fulham. Dies blieb sein einziger Ligaeinsatz in der Saison 2018/19. 
Im Mai 2023 wurde sein Vertrag beim FC Arsenal bis Sommer 2027 verlängert.

### Nationalmannschaft
Saka spielte 2017 zunächst zwei Mal für die englische U16-Auswahl. Im August 2017 debütierte er gegen die Türkei für die U17-Mannschaft. Mit dieser nahm er 2018 auch an der Heim-EM teil. Bei dieser scheiterte man im Halbfinale an den Niederlanden, Saka kam während des Turniers in allen fünf Spielen der Engländer zum Einsatz.
Im September 2018 spielte er erstmals für die U18-Auswahl. Im November 2018 kam er gegen Moldawien erstmals im U19-Team zum Einsatz. Im September 2020 debütierte er in der U21-Auswahl. Sein Debüt im A-Nationalteam gab er im folgenden Monat.
Im Jahr 2021 wurde er in den englischen Kader für die Fußball-Europameisterschaft berufen, der das Finale gegen Italien erreichte. Im entscheidenden Elfmeterschießen im heimischen Wembley-Stadion trat er als fünfter und letzter Schütze an. Sein Schuss wurde vom Torwart Gianluigi Donnarumma pariert; Italien gewann das Spiel und damit das Turnier. Einige Kritiker warfen Trainer Gareth Southgate im Nachhinein taktische Fehler vor, da er im Elfmeterschießen vermehrt auf den Einsatz junger, wenig erfahrener Einwechselspieler gesetzt hatte. Southgate nahm die Kritik an und stellte sich schützend vor die erfolglosen Marcus Rashford, Jadon Sancho und Saka.
Im Jahr 2022 wurde Saka in den englischen Kader für die Fußball-WM in Katar berufen.

## Titel und Auszeichnungen
Verein
- Englischer Pokalsieger: 2020
- Englischer Supercupsieger: 2020, 2023

Auszeichnungen
- Nominierung für den Ballon d’Or: 2023 (24. Platz)
- Nominierung für die Kopa-Trophäe: 2021 (6.), 2022 (8.)
- Spieler des Monats der Premier League: April 2023
- Englands Jungprofi des Jahres: 2023